# Grégoire Tifernas
Grégoire Tifernas ou le Tifernate ou Gregorio Tifernate (en latin Gregorius Tiphernas) est un humaniste italien du XVe siècle, né à Città di Castello en 1414, mort à Venise peu après 1462. Helléniste, il fut le premier professeur de grec recruté par l'Université de Paris en 1458.

## Biographie
Tout jeune, Gregorio Tifernate séjourne à Città di Castello (ville appelée « Tifernum Tiberinum » dans l'Antiquité) ; il y étudie ainsi qu'à Pérouse. Il fait partie en 1439 des auditeurs de Georges Gémiste Pléthon à Florence. Il enseigne dans plusieurs villes italiennes, dont Naples où le jeune Giovanni Pontano est son élève en 1447. 
Il fait partie du groupe des humanistes et hellénistes attirés à Rome par le pape Nicolas V, autour de Lorenzo Valla. Il est chargé, avec Guarino Veronese, de la traduction en latin de la Géographie de Strabon (les dix premiers livres confiés à Guarino, les sept derniers à lui). Il traduit également, notamment, l'Éthique à Eudème et la Grande Morale, d'Aristote, la Physique de Théophraste, et des discours de Dion Chrysostome. 
Après la mort de Nicolas V (24 mars 1455), son successeur Calixte III ne partageant pas son intérêt pour la culture grecque, il se rend à Milan, où Francesco Filelfo lui fournit une recommandation pour Thomas Le Franc, un Grec de sa connaissance originaire de Coron, en Morée, et qui était premier médecin (protophysicus) du roi de France Charles VII depuis 1450. Mais à l'arrivée de Gregorio en France (octobre 1456), Thomas Le Franc venait de mourir. L'humaniste végéta quelque temps à Paris, sans appui, et il finit par s'adresser directement au recteur de l'université pour lui proposer de donner un enseignement de grec, discipline alors totalement inexistante dans la capitale française. Le recteur fut intéressé par la proposition, et le 19 janvier 1458 Gregorio obtint le droit d'enseigner dans le cadre de l'université, à raison d'un cours de grec le matin, un cours de rhétorique latine l'après-midi, pour un traitement de 100 écus par an, avec défense d'exiger un sou de ses étudiants.
L'enseignement de Gregorio Tifernate à Paris ne dure qu'à peu près un an et demi : dès l'automne 1459, il repart pour Milan, et ensuite passe à Venise où il meurt peu après 1462. À Paris, il laissa quelques traces de son passage : il compta parmi ses élèves l'humaniste Robert Gaguin ; Johannes Reuchlin, qui s'initia au grec en 1473 à Paris, le fit probablement auprès d'un ancien élève de Gregorio.
Il eut un fils nommé Lelio qui fut lui aussi humaniste et helléniste, séjourna longtemps à Constantinople, et traduisit des œuvres de Philon d'Alexandrie en latin.